# Cztery kontynenty
Cztery kontynenty (niderl. De vier werelddelen) – obraz malarza flamandzkiego Rubensa.

## Opis
Mitologiczny obraz jest geograficzną alegorią dotyczącą siły natury i życia. Za pomocą postaci kobiet i mężczyzn Rubens przedstawił cztery kontynenty oraz zaznaczył ich znaczenie w ówczesnym świecie. Z lewej strony przedstawił kobietę, personifikację Europy, siedzącą na podwyższeniu. Obejmuje ją brodaty mężczyzna mający oznaczać Dunaj. Pod nimi, plecami do widza, znajduje się Nil z wieńcem złożonego z kłosów zbóż będącego symbolem żyzności brzegów rzeki. Prawą ręką obejmuje czarnoskórą dziewczynę uosabiającą Afrykę. Dla wzmocnienia obrazu za ich plecami Rubens namalował krokodyla symbol Afryki i Nilu.
Z prawej strony, na drugim planie, Rubens umieścił alegorię Ameryki w postaci przyciemnionego słabo widocznego mężczyzny, wspierającego się o Amazonkę. Ameryka była bardzo często przedstawiana ze złotymi monetami, które miały nawiązywać do mitu o Eldorado i bogactw natury kontynentu.
Druga kobieta jest personifikacją Azji. Obejmuje ona potężną postać mężczyzny opartego o dzban uosabiającego rzekę Ganges. Tak jak w przypadku Afryki, tak i tu kontynent azjatycki symbolizuje Tygrys.
U dołu obrazy znajdują się trzy głowy putt.